# Nebivolol
Nebivolol je blokator β1 receptora koji potencionira vozodilatatorsko dejstvo azot oksida. On se koristi u tretmanu hipertenzije. U Evropi je takođe odobren za lečenje posledica zatajenja srca. On je visoko kardioselektivan pod određenim okolnostima.